# Oronotus tricolor
Oronotus tricolor là một loài tò vò trong họ Ichneumonidae.